# Duft-Lauch
Allium ramosum (Syn.: Allium lancipetalum Y.P.Hsu, Allium odorum L., Allium potaninii Regel, Allium tataricum L. f., Allium weichanicum Palibin) ist eine Pflanzenart aus der Gattung Lauch (Allium) in der Unterfamilie Lauchgewächse (Allioideae). Geschmacklich ähnelt er eher dem Knoblauch als dem Schnittlauch.

## Verbreitung
Diese Art hat ihr Verbreitungsgebiet in Kasachstan, der Mongolei, Russland und in den chinesischen Provinzen: Gansu, Hebei, Heilongjiang, Jilin, Liaoning, Nei Mongol, Ningxia, Qinghai, Shaanxi, Shandong, Shanxi und Xinjiang.
Die Standorte befinden sich auf sonnigen Hügeln und Weiden in Höhenlagen zwischen 500 und 2100 Meter. Diese Art befindet sich wohl selten in Kultur und wird auch nicht genutzt.

## Verwechslungsmöglichkeit
Die seltene Art Allium ramosum unterscheidet sich vom nah verwandten, häufig kultivierten Knoblauch-Schnittlauch (Allium tuberosum) vor allem durch einen blassroten Mittelnerv auf den weißen Blütenhüllblättern, auch die Blätter sind nicht so flach wie bei A. tuberosum. Nach einer Sichtweise wird nur Allium tuberosum als kultivierte Art angesehen, aber es gibt ebenfalls die Sichtweise, dass auch Allium ramosum kultiviert wurde.
Allium ramosum darf nicht mit dem europäischen Duft-Lauch (Allium suaveolens) verwechselt werden.

## Chromosomenzahl
Die Chromosomenzahl beträgt 2n = 16 oder 32.